# Midwoud
Midwoud is een dorp in de gemeente Medemblik, in de Nederlandse provincie Noord-Holland. Het dorp telt 2.525 inwoners (1 januari 2023).
Tot 1 januari 1979 was Midwoud een zelfstandige gemeente, waartoe ook het dorp Oostwoud en de buurtschappen De Buurt, Tripkouw, Veldhuis en Broerdijk behoorden. In 1979 fuseerde de gemeente met de gemeenten Abbekerk, Opperdoes, Sijbekarspel en Twisk en het dorp Hauwert (tot dan behorend tot de gemeente Nibbixwoud) tot de gemeente Noorder-Koggenland, die zelf per 1 januari 2007 fuseerde tot de gemeente Medemblik. In Midwoud stond tot 1 januari 2007 het gemeentehuis van de gemeente Noorder-Koggenland en nadien, tot 1 januari 2011, het gemeentehuis van de gemeente Medemblik.
Midwoud ligt tussen de stad Medemblik en het dorp Wognum in. Midwoud komt in 1396 als Middenwoude, in 1481 als Mitwoude. De plaatsnaam zou verwijzen naar het feit dat het midden tussen Oostwoud en Westwoud in het bos was gelegen. Van dat bos is niets meer over. Het lag van oorsprong iets noordwestelijker dan waar het nu gelegen is. De plaats zou oorspronkelijk bij de dijk en buurtschap Broerdijk gelegen hebben.
De plaats "verhuisde" naar de huidige plek tijdens de Gouden Eeuw, omdat die plek gunstiger lag ten opzichte van de toen belangrijke vaarwaters. De kerk van het oude Midwoud was in 16e eeuw al verbrand. De plaatsnaam zou dan mogelijk eerder kunnen verwijzen naar het feit dat het ooit midden in een bos lag bij de Broerdijk, waarvan Oostwoud meer dan waarschijnlijk ten oosten van lag en Westwoud ten westen. De Broerdijk valt tegenwoordig onder Oostwoud.
Midwoud werd overigens op 2 februari 1414 door Willem VI, samen met Abbekerk, Twisk en Lambertschaag verheven tot de Stede Abbekerk. Later zou Abbekerk gehele stadsrechten hebben met Lambertschaag. Midwoud bleef wel verbonden met de stad Abbekerk. Zo was het een onderdeel van de ambtsheerlijkheid Abbekerk-Twisk-Midwoud-Lambertschagen. Deze ambtsheerlijkheid werd in 1742 voor fl. 5000,-. verkocht aan de regenten door de staten van Holland en West-Friesland.
Midwoud mocht vanaf 1969 groeien, maar met behoud van het landelijke karakter dat het had. Na de gemeentefusie in 1979 kwam er niet veel later een eind aan de langzame groei, totdat in de jaren 1990 de plannen kwamen Oostwoud en Midwoud naar elkaar toe te laten groeien via de weg/buurtschap Tripkouw die de twee plaatsen met elkaar verbond, het oosten bij Midwoud was al deels bebouwd. Anno 2006 is een groot deel van de plannen gerealiseerd. Daarmee is ook de buurtschap Tripkouw als duidelijke buurtschap definitief verdwenen. De buurtschap Tripkouw viel grotendeels onder het dorp Midwoud, en klein deel onder Oostwoud. De weg Tripkouw valt tegenwoordig geheel onder het dorp Midwoud.
De andere buurtschap die onder Midwoud gerekend wordt is De Buurt, waar onder meer het naturistenterrein van de naturistenvereniging met naturistencamping De Vrije Vogels is gevestigd. Midwoud is verder regionaal en landelijk bekend van het vogel- en egelopvangcentrum De Bonte Piet. Dit is gevestigd aan de Broerdijk in Broerdijk.

## Geboren in Midwoud
- Jant Smit (1919-1969), beeldhouwer, keramist.